# Безгащева река
Безгащева река, наричана и Безгачева река (на македонска литературна норма: Безгаштевска Река, Безгачева Река, Безгашти), е река в източната част на Република Северна Македония между Огражден и Малешевската планина. Носи името си по село Безгащево. В горното си течение е известна с името Суви лаки или още Суволачка река по името на Суви лаки. Покрай реката преминава пътят Берово – Струмица.
Безгащева река извира на 1065 m надморска височина в планината Огражден и тече на северозапад. Между Грамадик и Малинската планина се слива с река Широки дол, която извира на същата надморска височина в планината Плачковица и тече на югоизток. Сливането на двете реки поставя началото на река Турия, най-големия приток на река Струмешница.